# Lawrence Alma-Tadema
Pour les articles homonymes, voir Alma-Tadema.
 (août 2025).

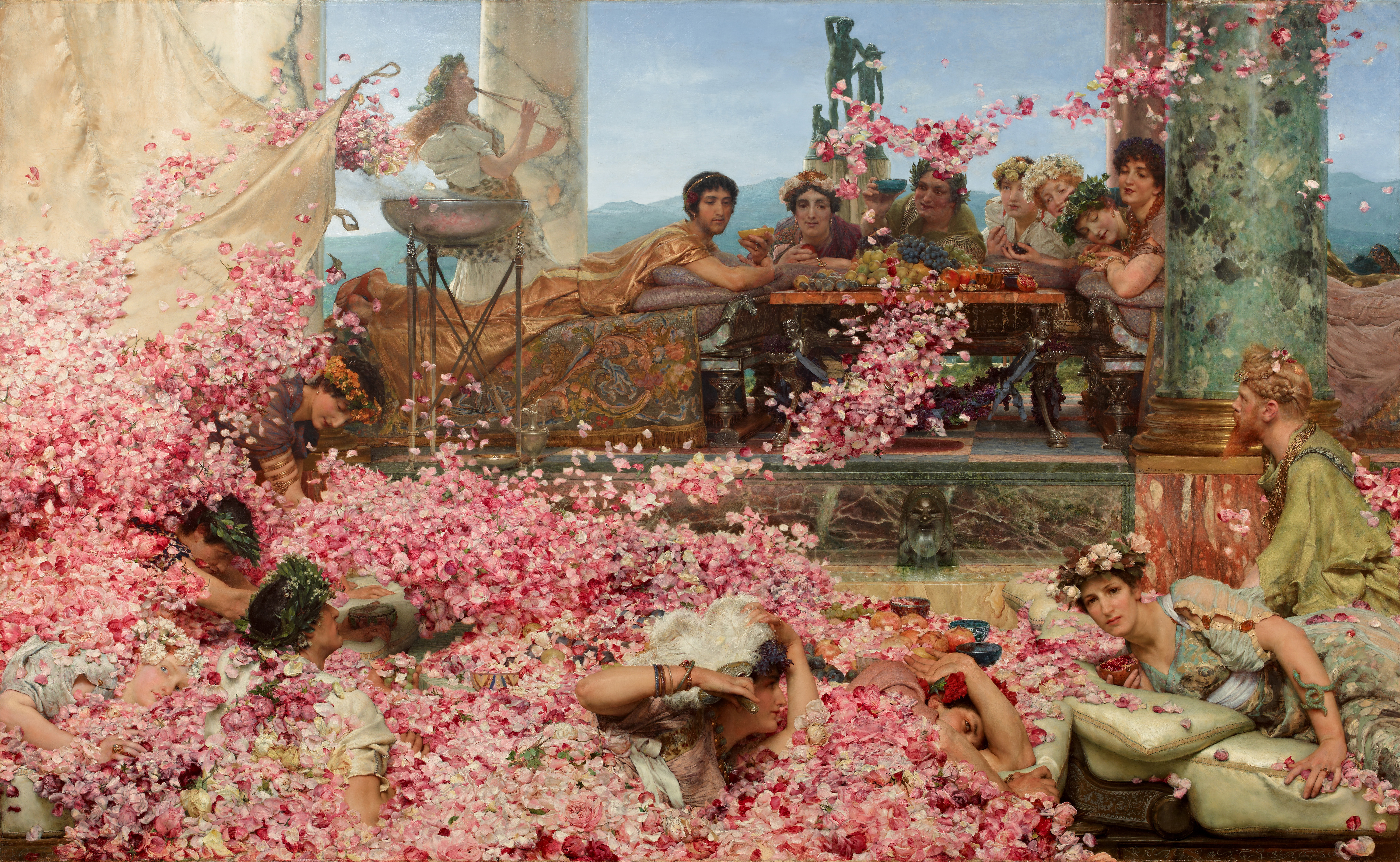
Les Roses d'Héliogabale (1888), Mexico, Collection Juan Antonio Pérez Simón.

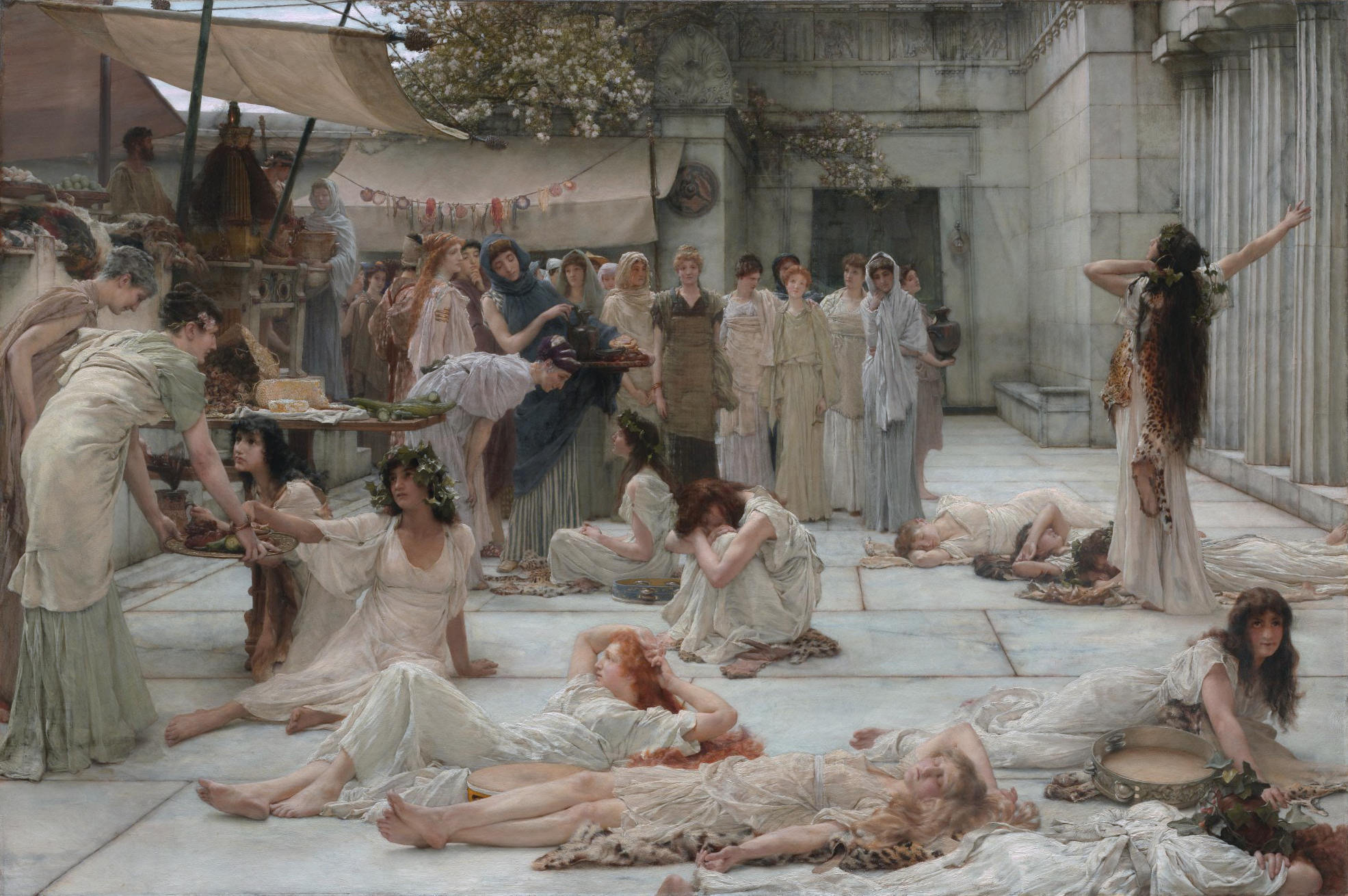
Les Femmes d'Amphissa, 1887, huile sur toile,, Williamstown, Clark Art Institute

Lawrence Alma-Tadema, né Lourens Alma Tadema le 8 janvier 1836 à Dronrijp (Pays-Bas) et mort le 25 juin 1912 à Wiesbaden (Empire allemand), est un peintre britannique d'origine néerlandaise.

## Biographie
Lawrence Alma-Tadema naît dans une famille néerlandaise aisée. Son père, notaire de profession, meurt en 1840.
Très tôt, l'enfant montre de grandes dispositions artistiques qu'il développe en dessinant et peignant, de même qu'un grand sens de la méthode. Ainsi, en 1851, il peint un portrait de sa sœur qu'il numérote Op. [Opus] I, une pratique qu'il gardera tout au long de sa vie, sa dernière toile portant le numéro Op. CCCCVIII.
En 1852, il intègre l'Académie royale des beaux-arts d'Anvers et devient l'élève de Gustave Wappers puis de Nicaise De Keyser. Tous deux sont proches du mouvement romantique, et de Keyser, en particulier, encourage ses élèves à peindre des sujets historiques. En 1856, il quitte l'académie, devient l'assistant du peintre Henri Leys et s'installe chez l'archéologue Louis de Taye, au contact duquel il s'intéresse à l'histoire et à l'archéologie.
En 1862, il se rend à Londres pendant l'Exposition universelle. Lorsqu'il visite le British Museum, il est très impressionné par la collection d'objets égyptiens et particulièrement par la frise du Parthénon, ce qui influencera considérablement son œuvre par la suite.
En 1863, il épouse une Française, Marie Pauline Gressin de Boisgirard, et découvre l'Italie lors de leur voyage de noces. Alors qu'il avait prévu d'y étudier l'architecture des églises primitives, il tombe sous le charme des ruines de Pompéi. Il en rapportera une impressionnante collection de photographies (plus de 168 albums) qui lui servira de documentation pour ses toiles à venir, représentant pour la plupart des scènes de la vie courante durant l'Antiquité. Plus tard, sa grande habileté à reproduire l'architecture antique lui vaudra le surnom de « peintre du marbre ».
De retour d'Italie, il s'installe à Paris où il rencontre le célèbre marchand d'art belge Ernest Gambart, qui l'encourage dans la voie qu'il a choisie et lui commande une vingtaine de toiles pour sa galerie londonienne. Le succès est immédiat. En 1865, son fils meurt de la variole, puis il perd son épouse en 1869, se retrouvant seul avec deux filles, Anna, future peintre et Laurence, future écrivaine.
Craignant une invasion prussienne, il quitte la France — tout comme Claude Monet et Camille Pissarro — et s'installe à Londres en 1870. Il se remarie avec une de ses élèves, Laura Epps (1852-1909), et en 1873, devient sujet britannique.
Les expositions se succèdent, lui assurant un immense succès, aussi bien en Europe qu'aux États-Unis ou en Australie, pays où de nombreux prix lui sont décernés.
En 1876, il devient membre de l'Académie Royale, et en 1899, il est anobli par la reine Victoria.
Le décès de sa seconde épouse en 1909 attriste profondément Alma-Tadema mais n'affecte en rien son talent. Il continue à peindre, produisant, d'après certains, quelques-unes de ses plus belles toiles.
Il meurt au spa de Wiesbaden, le 25 juin 1912. Il est inhumé dans la cathédrale Saint-Paul de Londres.

## Œuvres

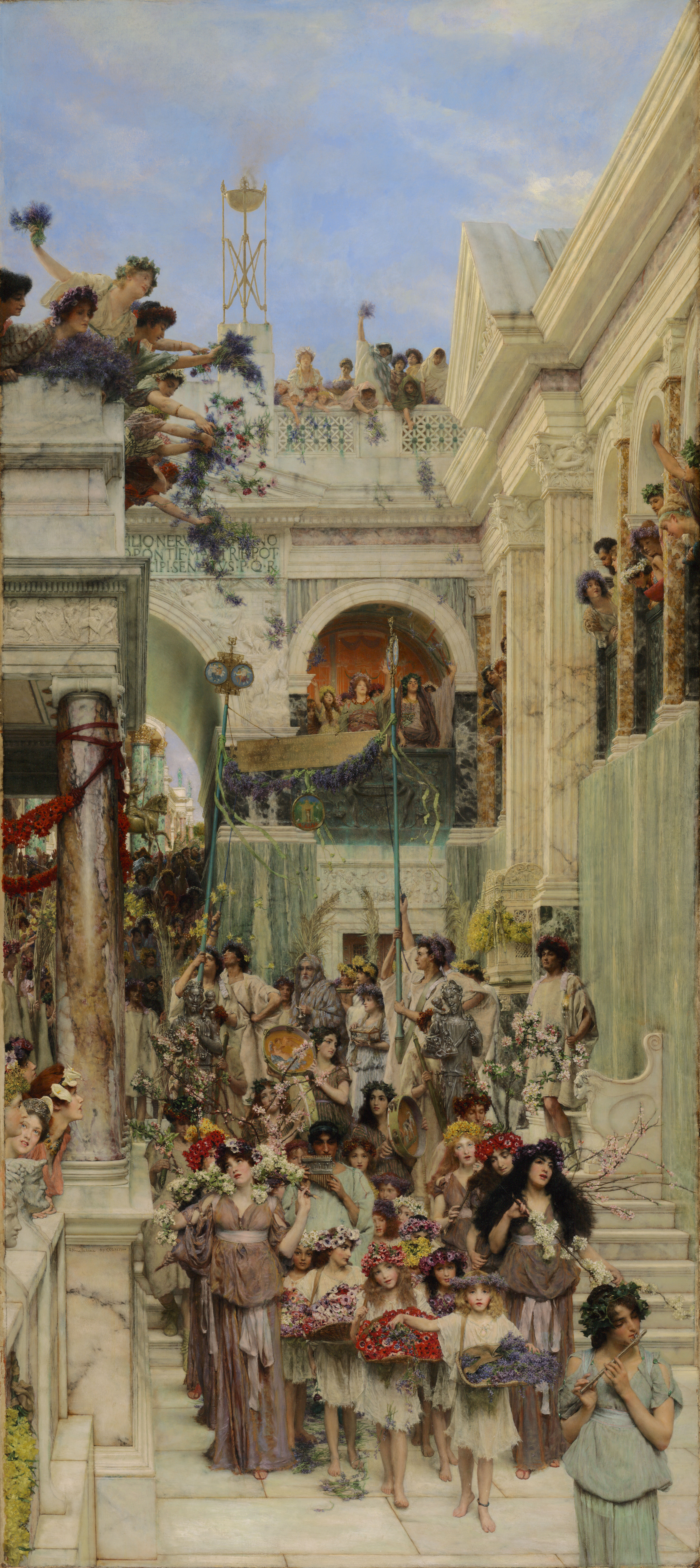
Printemps (1894), Los Angeles, Getty Center.

- Autoportrait, 1852, 55.9 × 48,3 cm, huile sur toile, Fries Museum (nl), Leeuwarden
- Le Père affligé (fragment), 1859, 68,6 × 86,4 cm, huile sur toile, Johannesburg Art Gallery, Johannesburg, Afrique du Sud[2]
- La Traversée de la Berezina, 1812, vers 1859-1869, 39 × 73 cm, huile sur toile, musée d'Amsterdam, Amsterdam[3]
- L'Éducation des enfants de Clovis, 1861, 127 × 176,8 cm, huile sur toile, collection particulière
- Vénance Fortunat lisant ses poèmes à Radegonde VI, 555 apr. J.-C., 1862, 65 × 83,1 cm, huile sur toile, Dordrechts Museum, Dordrecht[4]
- Intérieur de l'église San Clemente, Rome, 1863, 63,5 × 51 cm, huile sur toile, Fries Museum (nl), Leeuwarden
- Passe-temps dans l'Égypte ancienne, il y a trois mille ans, 1863, 99,1 × 135,8 cm, huile sur toile, Harris Museum and Art Gallery, Preston, Lancashire, Royaume-Uni[5]
- Sortie d'église au XVe siècle, 1864, 57,1 × 39,4 cm, huile sur toile, collection particulière
- Joueurs d'échecs égyptiens, 1865, 39,8 × 55,8 cm, huile sur toile, collection particulière
- Femmes gallo-romaines, 1865, 80,6 × 101,6 cm, huile sur toile, collection particulière
- Catulle chez Lesbie, 1865, 39,5 × 54,5 cm, huile sur bois, collection particulière
- Tibulle chez Délie, 1866, 43,9 × 66 cm, huile sur bois, musée des beaux-arts, Boston[6]
- Entrée d'un théâtre romain, 1866, 70,4 × 98,4 cm, huile sur toile, collection particulière
- Mon atelier, 1867, 42,1 × 54 cm, huile sur bois, Musée de Groningue, Groningue, Pays-Bas
- Une galerie de sculpture à Rome à l'époque d'Auguste (A Sculpture Gallery), op. XLIX, 1867, 62 × 47 cm, huile sur toile, musée des beaux-arts de Montréal, Montréal
- Un collectionneur de tableaux au temps d'Auguste, 1867, 71 × 46,4 cm, huile sur bois, collection particulière
- Un amateur d'art romain, 1868, 53,3 × 80 cm, huile sur bois, Yale University Art Gallery, New Haven, Connecticut, États-Unis[7]
- Le Marché aux fleurs (A Roman Flower Market), 1868, 42,1 × 58 cm, huile sur bois, Manchester Art Gallery, Manchester, Royaume-Uni[8]
- Phidias montrant la frise du Parthénon à ses amis (Pheidias and the Frieze of the Parthenon, Athens), op. XL, 1868, 72 × 110,5 cm, huile sur bois, Birmingham Museum and Art Gallery, Birmingham, Royaume-Uni[9]
- La Sieste, 1868, 130 × 360 cm, huile sur toile, musée du Prado, Madrid[10]
- Une danse pyrrhique, 1869, 40,6 × 81,3 cm, huile sur bois, Guildhall Art Gallery (en), Londres[11]
- Un exèdre, 1869, 38 × 59,8 cm, huile sur toile, Frances Lehman Loeb Art Center
- Un amateur d'art romain, 1870, 73,5 × 101,6 cm, huile sur bois, Milwaukee Art Museum, Milwaukee, États-Unis[12]
- Catulle lisant ses poèmes dans la maison de Lesbie, 1870, 39,3 × 48,2 cm, huile sur bois, collection particulière
- Un jongleur, 1870, 78,7 × 49,5 cm, huile sur toile, montée sur bois, collection particulière
- Paravent de la famille Epps, 1870-1871, 182,9 × 78,7 cm (chaque panneau), huile sur toile, six panneaux assemblés, Victoria and Albert Museum, Londres[13]
- La Fête du vin, 1871, 77 × 177 cm, huile sur toile, Kunsthalle, Hambourg[14]
- La fête des vendanges, 1871, huile sur toile, National Gallery of Victoria
- Une fête privée, 1871, 42,1 × 82,5 cm, huile sur bois, collection particulière
- Un empereur romain, 41 apr. J.-C. ou Claude proclamé empereur, 1871, 83,8 × 174,2 cm, huile sur toile, Walters Art Museum, Baltimore, États-Unis[15]
- Une veuve égyptienne à l'époque de Dioclétien, 1872, 74,9 × 99,1 cm, huile sur bois, Rijksmuseum, Amsterdam[16]
- La Mort du premier-né, 1872, 79,9 × 124,5 cm, huile sur toile, Rijksmuseum, Amsterdam[17]
- C'est notre coin, 1873, 56,5 × 47 cm, huile sur bois, musée Van Gogh, Amsterdam[18]
- La Pêche, 1873, 19 × 40,6 cm, huile sur bois, Kunsthalle, Hambourg
- Ménades épuisées, 1873-1874, 59,1 × 132 cm, huile sur toile, musée Van Gogh, Amsterdam
- La Galerie de peinture, 1874, 219,7 × 166 cm, huile sur toile, Towneley Hall Art Gallery and Museum, Burnley, Royaume-Uni[19]
- La Galerie de sculpture, 1874, 223,4 × 171,5 cm, huile sur toile, Hood Museum of Art, Dartmouth College, Hanover, New Hampshire, États-Unis[20]
- Jours ensoleillés, 1874, 21,5 × 34,2 cm, huile sur toile, Yale Center for British Art, New Haven, Connecticut, États-Unis[21]
- Venise, Grand Canal, 1875, 34 × 22,5 cm, huile sur toile, marouflée sur panneau
- Une audience chez Agrippa, 1876, 90,8 × 62,8 cm, huile sur bois, Dick Institute (en), Kilmarnock, Royaume-Uni[22]
- Quatre-vingt-quatre degrés à l'ombre (Ninety-Four Degrees in the Shade), op. CLXIV, 1876, 35,5 × 21,6 cm, huile sur toile, Fitzwilliam Museum, Cambridge, Massachusetts, États-Unis[23]
- Dalou, sa femme et sa fille, 1876, 61 × 30,5 cm, huile sur toile, musée d'Orsay, Paris[24]
- Entre l'espoir et la peur, 1876, 78,1 × 128,2 cm, huile sur toile, collection particulière
- La Plaidoirie, 1876, 21,5 × 33,5 cm, huile sur toile, Guildhall Art Gallery (en), Londres[25]
- Le Modèle du sculpteur, 1877, 195,5 × 86 cm, huile sur toile, collection particulière
- Flore : printemps dans les jardins de la Villa Borghese (Flora: Spring in the gardens of the Villa Borghese), op. CLXXXVII, 1877, aquarelle, 29,9 × 20,3 cm, collection particulière
- Frédégonde et Galswinthe, 566 après J.-C., 1878, 139,8 × 129 cm, huile sur toile, Académie des beaux-arts de Vienne, Vienne
- Une chaleureuse bienvenue (A Hearty Welcome), op. CXC, 1878, huile sur toile, 30,5 × 92,7 cm, Ashmolean Museum, Oxford[26]
- À l'époque de Constantin, 1878, 32,2 × 16 cm, huile sur bois, William Morris Gallery, Walthamstow, Londres[27]
- Après l'audience, 1879, 91,4 × 66,2 cm, huile sur bois, Londres, National Gallery[28]
- Sur le chemin du temple de Cérès, 1879, 89 × 53,1 cm, huile sur toile, collection particulière
- Strigiles et éponges (Strigils and Sponges), op. CXCVII, 1879, aquarelle, 31,8 × 14 cm, British Museum, Londres
- Le Départ, 1880, 60,5 × 14 cm, huile sur bois, localisation actuelle inconnue
- Interrompue, 1880, 43,2 × 30,5 cm, huile sur bois, Fulham Public Library (en), Londres
- Sappho et Alcée (Sappho and Alcaeus), op. CCXXIII, 1881, huile sur toile, 66 × 122 cm, Walters Art Museum, Baltimore, États-Unis[29]
- Le Tepidarium (In the Tepidarium), op. CCXXIX, 1881, huile sur panneau de bois, 24 × 33 cm, Lady Lever Art Gallery, Port Sunlight, Royaume-Uni[30]
- Le Baiser d'adieu (The Parting Kiss), op. CCXL, 1882, huile sur panneau de bois, 113 × 73,7 cm, collection particulière
- Le Chemin du temple, 1882, 101,5 × 53,5 cm, huile sur toile, Royal Academy of Arts, Londres[31]
- Le Repos, 1882, 23,5 × 16,6 cm, huile sur bois, collection particulière
- Un laurier rose, 1882, 92,8 × 64,7 cm, huile sur bois, collection particulière
- Des pas bienvenus, 1883, 41,9 × 54,8 cm, huile sur bois, collection particulière
- La Rencontre d'Antoine et de Cléopâtre (Antony and Cleopatra), op. CCXLVI, 1883, huile sur panneau de bois, 65,4 × 92,1 cm, collection Margaret Brown
- Hadrien visitant une poterie romano-britannique, 1884, 159 × 171 cm, huile sur toile, Stedelijk Museum, Amsterdam[32]
- Les Potiers romains en Grande-Bretagne, 1884, 76,2 × 119,4 cm, huile sur toile, collections royales, La Haye, Pays-Bas
- Un potier romain (fragment du tableau Hadrien visitant une poterie romano-britannique découpé par l'artiste), op. CCLXI-C 1884, 152,5 × 80 cm, huile sur toile, musée d'Orsay, Paris[33]
- Le Triomphe de Titus, 71 apr. J.-C., 1885, 44,3 × 29,1 cm, huile sur bois, Walters Art Museum, Baltimore, États-Unis[34]
- Espérances (Expectations), op. CCLXVI, 1885, huile sur panneau de bois, 22,2 × 45,1 cm, collection particulière
- Une lecture d'Homère (A Reading from Homer), op. CCLXVII, 1885, huile sur toile, 91,4 × 183,8 cm, Museum of Art, Philadelphie[35]
- Un apodyterium, 1886, 44,5 × 59,5 cm, huile sur bois, collection particulière
- Les Femmes d'Amphissa (The Women of Amphissa), op. CCLXXVIII, 1887, huile sur toile, 48 × 72 cm, Clark Art Institute, Williamstown, Massachusetts, États-Unis[36]
- Les Roses d'Héliogabale (The Roses of Heliogabalus), op. CCLXXXIII, 1888, huile sur toile, 132,1 × 213,7 cm, collection particulière
- Le Poète favori (The Favourite Poet), op. CCXC, 1888, huile sur panneau de bois, 36,8 × 49,5 cm, collection particulière
- Dans un jardin de roses, 1889, 37,5 × 49,5 cm, huile sur toile, collection particulière
- Une consécration à Bacchus (A Dedication to Bacchus), op. CCXCIII, 1889, huile sur toile, 77,5 × 177,2 cm, Kunsthalle, Hambourg, Allemagne
- Un poète favori, 1889, 36,9 × 49,6 cm, huile sur bois, Lady Lever Art Gallery, Port Sunlight, Royaume-Uni
- Le Frigidarium (The Frigidarium), op. CCCII, 1890, huile sur panneau de bois, 45,1 × 59,7 cm, collection privée
- Promesse de printemps (Promise of Spring), op. CCCIII, 1890, huile sur panneau de bois, 38 × 22,5 cm, musée des beaux-arts, Boston[37]
- Portrait d'Ignacy Jan Paderewski, 1891, 45,7 × 58,4 cm, huile sur toile, musée national, Varsovie[38]
- Les Adoratrices de l'amour, 1891, 87,6 × 165,7 cm, huile sur toile, Laing Art Gallery, Newcastle-upon-Tyne, Royaume-Uni[39]
- Un baiser (A Kiss), op. CCCXII, 1891, huile sur toile, 45,7 × 62,9 cm, collection particulière
- Un paradis terrestre (An Earthly Paradise), op. CCCVII, 1891, huile sur panneau de bois, 86,4 × 165,1 cm, collection particulière
- Comparaisons (Comparisons), op. CCCXVI, 1892, huile sur toile, 45,7 × 61 cm, Cincinnati Art Museum, Cincinnati, Ohio, États-Unis[40]
- Le Poète Gallus rêvant, 1892, 23,5 × 16,3 cm, huile sur bois, collection particulière
- Rivales sans le savoir (Unconscious Rivals), op. CCCXXI, 1893, huile sur toile, 45 × 63 cm, City Museum and Art Gallery, Bristol, Royaume-Uni[41]
- (God Speed!), op. CCCXXII, 1893, huile sur panneau de bois, 25,4 × 12,7 cm, collection royale, palais de Buckingham, Londres
- Printemps (Spring), op. CCCXXVI, 1894, huile sur toile, 179,1 × 80 cm, J. Paul Getty Museum, Los Angeles, États-Unis[42]
- Le Bijou qui enchaîne à l'amour, 1895, 63,5 × 46,1 cm, huile sur toile, collection particulière
- Confidence malvenue, 1895, 47,5 × 28,5 cm, huile sur bois, collection particulière
- Une position avantageuse (A Coign of Vantage), op. CCCXXXIII, 1895, huile sur panneau de bois, 64 × 44,5 cm, collection Ann et Gordon Getty[43]
- Portrait de Maurice Sons, 1896, 50,8 × 12,7 cm, huile sur toile, collection particulière
- Le Colisée, 1896, 112 × 73,6 cm, huile sur bois, collection particulière
- Murmures à midi, 1896, 56 × 39,3 cm, huile sur toile, collection particulière
- Une divergence d'opinion (A Difference of Opinion), op. CCCXXXIX, 1896, huile sur panneau de bois, 38,1 × 22,9 cm, collection particulière
- Autoportrait, 1896, 65,7 × 52,8 cm, huile sur toile, Galerie des Offices, Florence[44].
- Ses yeux accompagnent ses pensées et elles sont loin, 1897, 22,9 × 38,2 cm, huile sur bois, collection particulière
- La Conversion de Paul par saint Jérôme, 1898, 53,5 × 111,8 cm, huile sur bois, collection particulière
- Les Thermes de Caracalla (The Baths of Caracalla), op. CCCLVI, 1899, huile sur toile, 152,4 × 95,3 cm, collection particulière
- Thermae Antoninianae, 1899, 152,5 × 95 cm, huile sur toile, collection particulière
- Portrait de George Aitchison PRIBA, RA, 1900, 116 × 91,5 cm, huile sur toile, Royal Institute of British Architects, Londres[45]
- Cour vaine (Vain Courtship), op. CCCLXII, 1900, huile sur toile, 77,5 × 41,3 cm, collection particulière
- Caracalla, 1902, 23,5 × 39,5 cm, huile sur bois, collection particulière
- Favoris argentés (Silver Favourites), op. CCCLXXIII, 1903, huile sur panneau de bois, 69 × 42 cm, Manchester Art Gallery, Manchester, Royaume-Uni[46]
- La Découverte de Moïse, 1904, 137,7 × 213,4 cm, huile sur toile, collection particulière[47]
- La Découverte de Moïse (The Finding of Moses), op. CCCLXXVII, 1904, huile sur toile, 137,5 × 213,4 cm, collection particulière, adjugé le 4 novembre 2010 chez Sotheby's New York, n° 56, pour 35 900 000 $ (35 922 500 $ avec les frais)[48], soit un prix record pour l'artiste[49]
- Un monde à eux (A World of their Own), op. CCCLXXVIII, 1905, huile sur panneau de bois, 13 × 50,2 cm, Taft Museum of Art, Cincinnati, États-Unis[50]
- Ne me demandez pas plus ou N'insistez pas (Ask Me No More), op. CCCLXXIX, 1906, huile sur toile, 80 × 115,6 cm, collection particulière
- Caracalla et Geta (Caracalla and Geta), op. CCCLXXXII, 1907, huile sur panneau de bois, 123,2 × 153,7 cm, collection particulière
- Orante, 1907, 41,5 × 33,5 cm, huile sur bois, collection particulière
- Bacchante, 1907, 41,5 × 33,5 cm, huile sur bois, collection particulière
- L'Heure dorée, 1908, 35,5 × 35,5 cm, huile sur toile, collection particulière
- Une coutume favorite (A Favourite Custom), op. CCCXCI, 1909, huile sur panneau de bois, 66 × 45 cm, Tate Britain, Londres[51]
- La Voix du printemps (The Voice of Sping), op. CCCXCVII, 1910, huile sur panneau de bois, 48,6 × 114,9 cm, collection particulière
- Quand les fleurs reviennent, 1911, 35,5 × 52,1 cm, huile sur bois, collection particulière
- Préparation dans le Colisée, 1912, 154 × 80 cm, huile sur toile, collection particulière
- Cléopâtre au temple d'Isis à Philae (inachevé), 1912, 150,2 × 106,7 cm, huile sur toile, Victoria and Albert Museum, Londres[52]

## Galerie

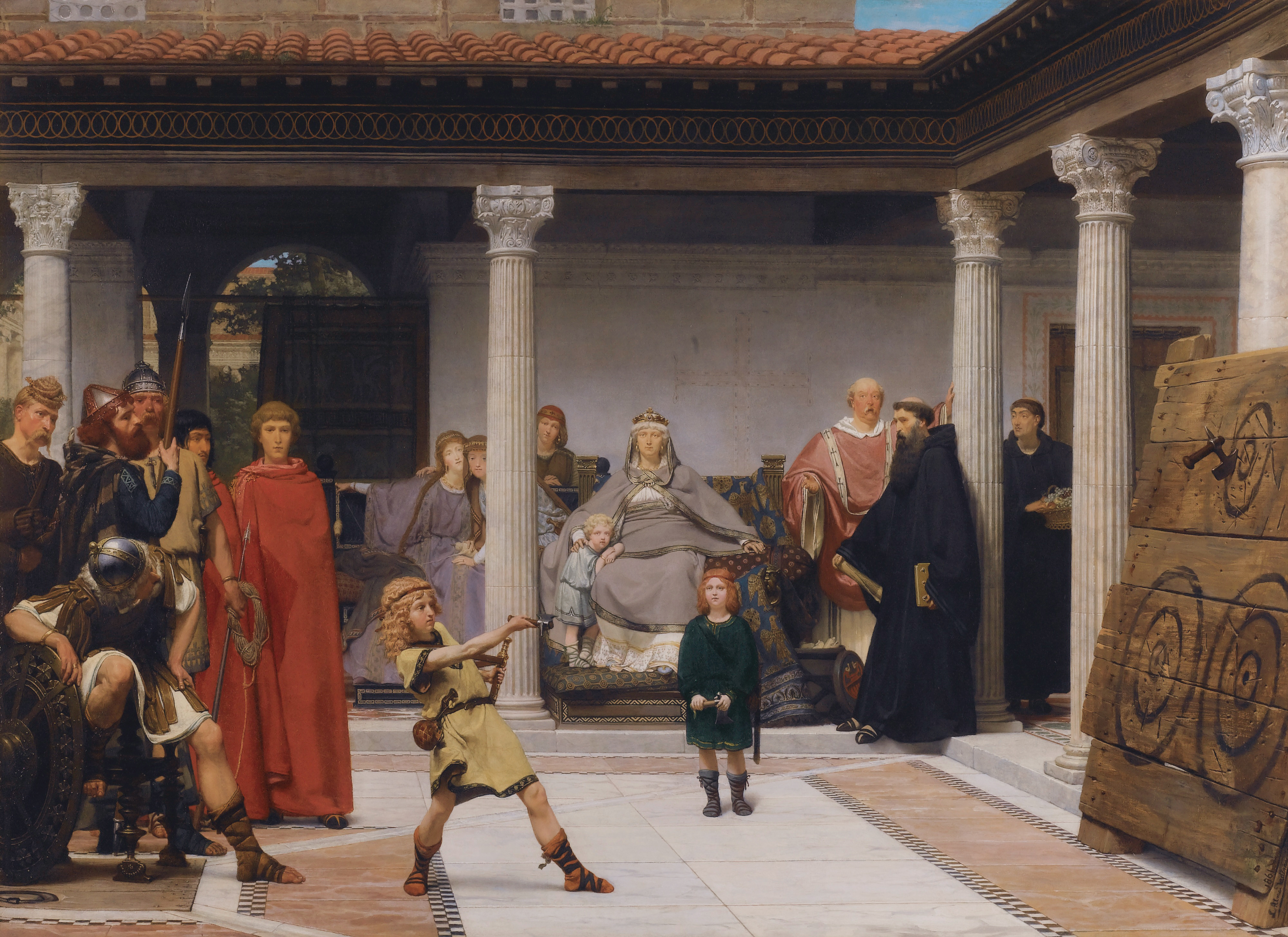
L'Éducation des enfants de Clovis, 1861
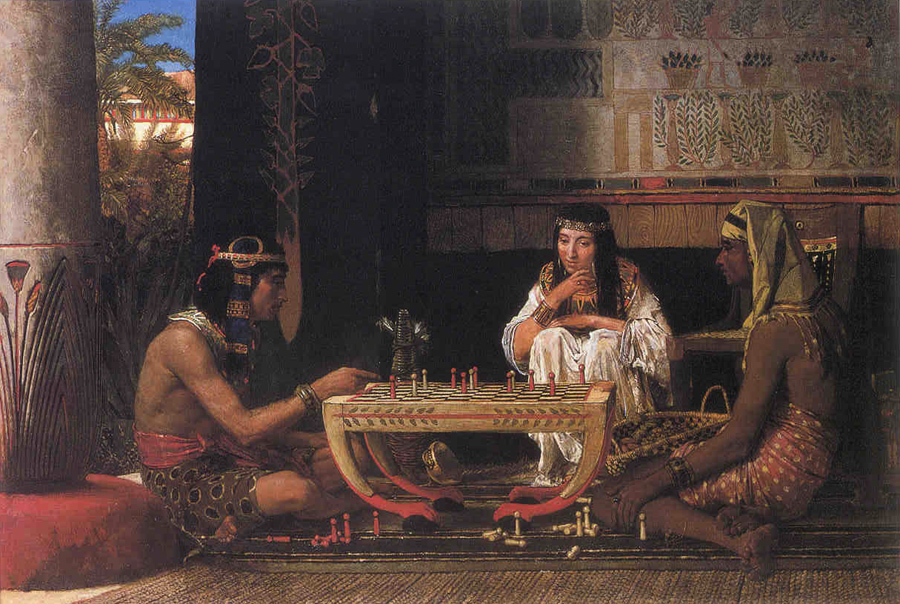
Les Joueurs d'échecs égyptiens, 1865
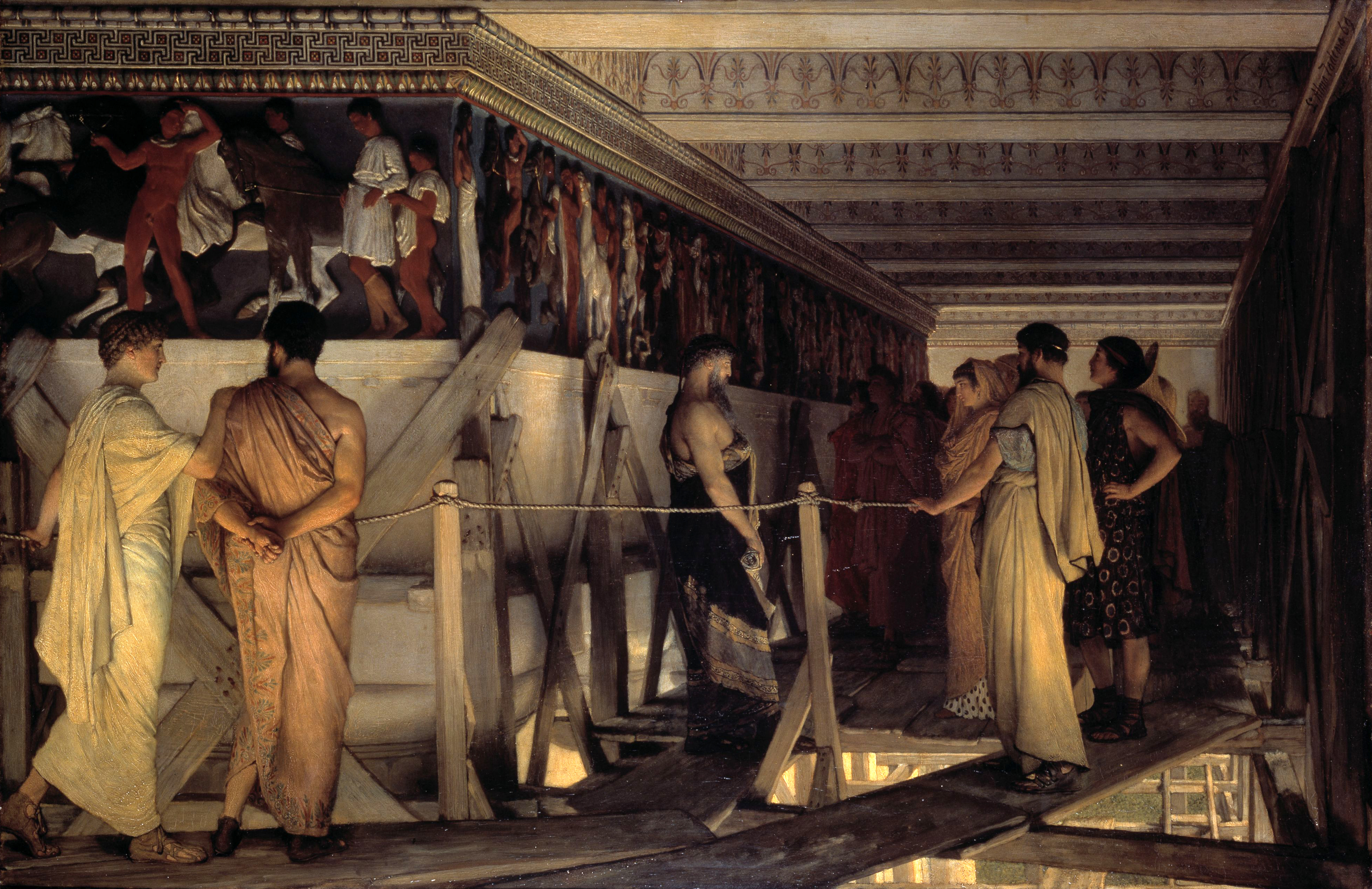
Phidias montrant la frise du Parthénon à ses amis, 1868
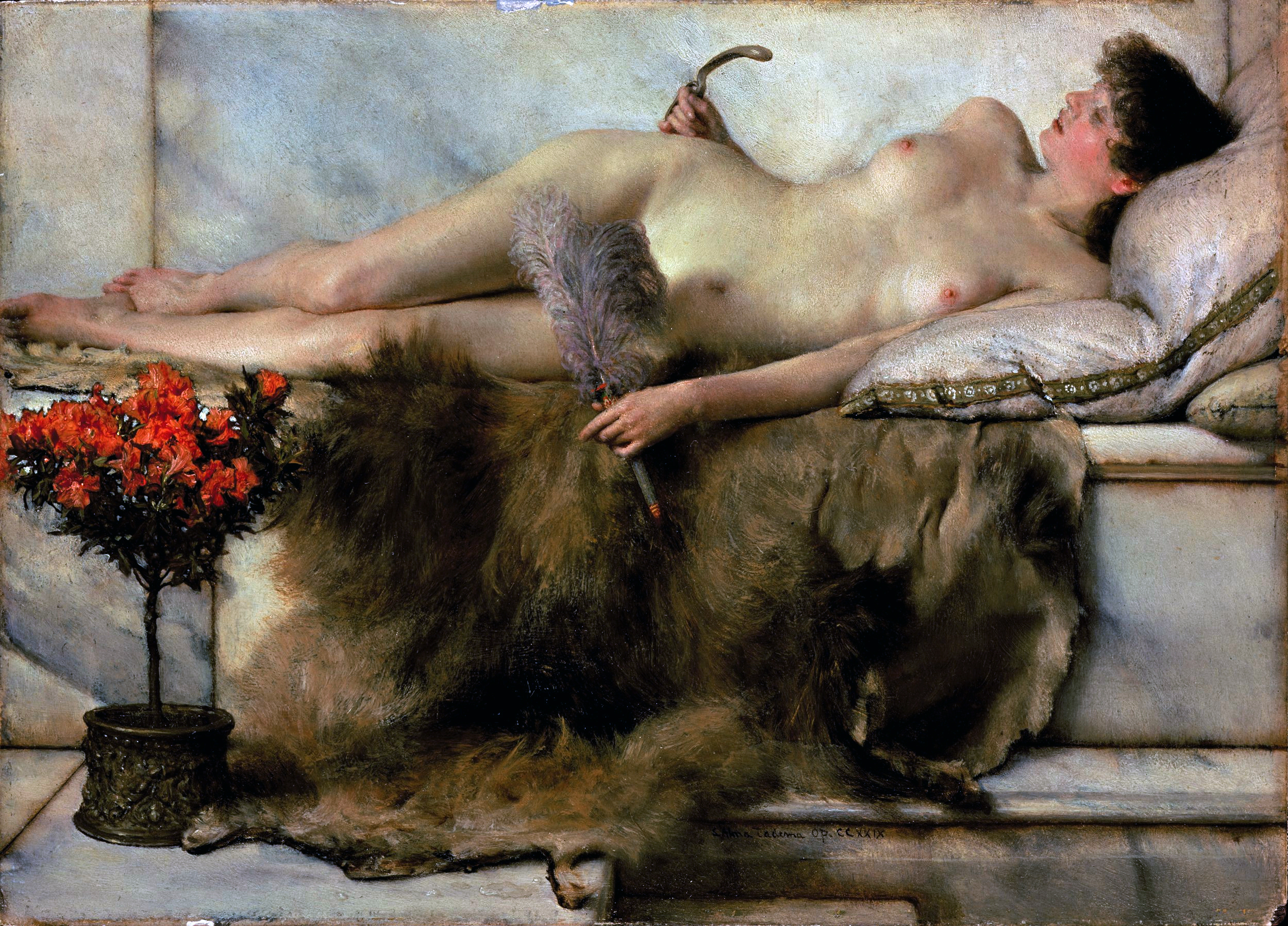
Le Tepidarium, 1881

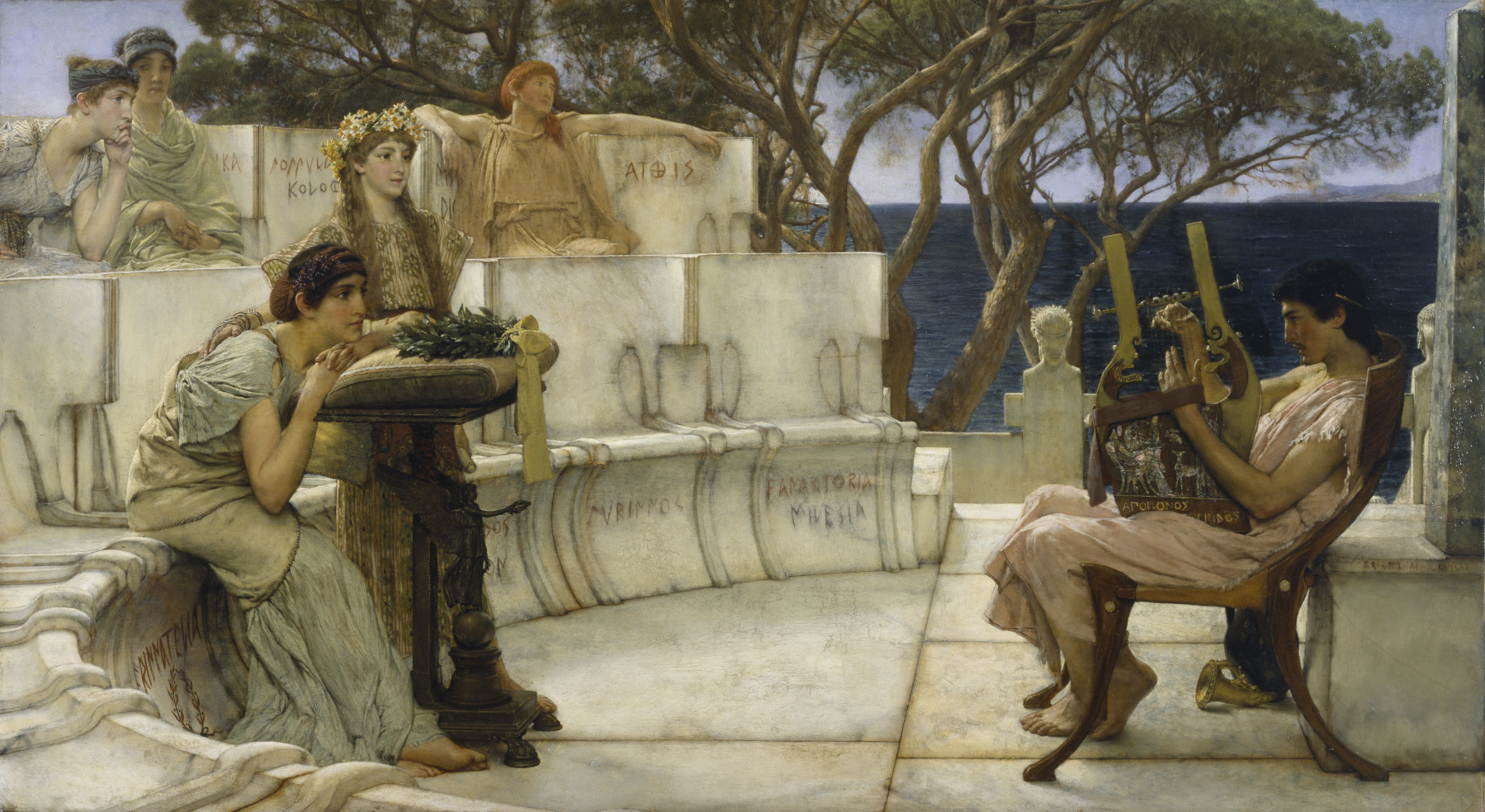
Sappho et Alcée, 1881
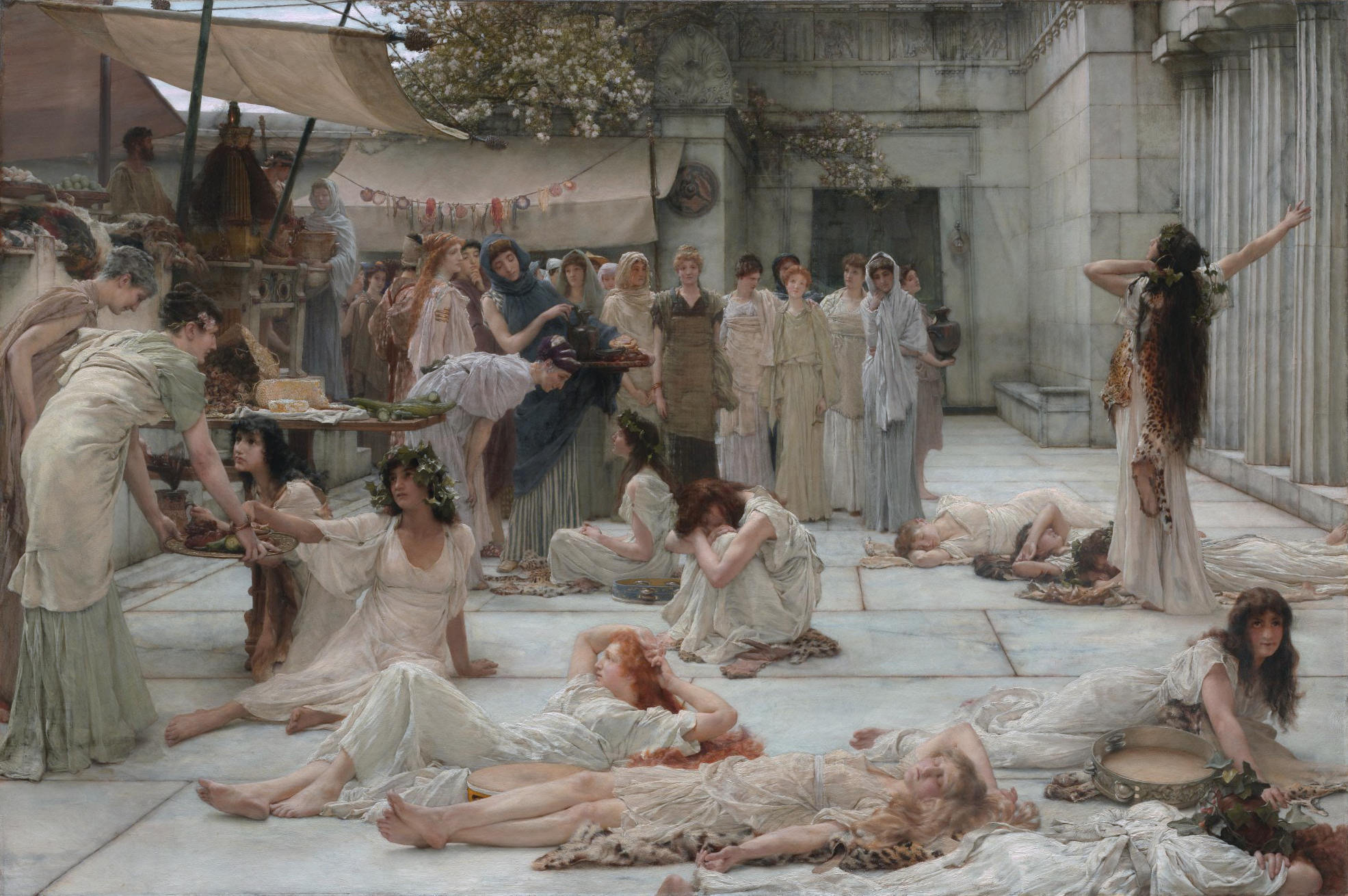
Les Femmes d'Amphissa, 1887
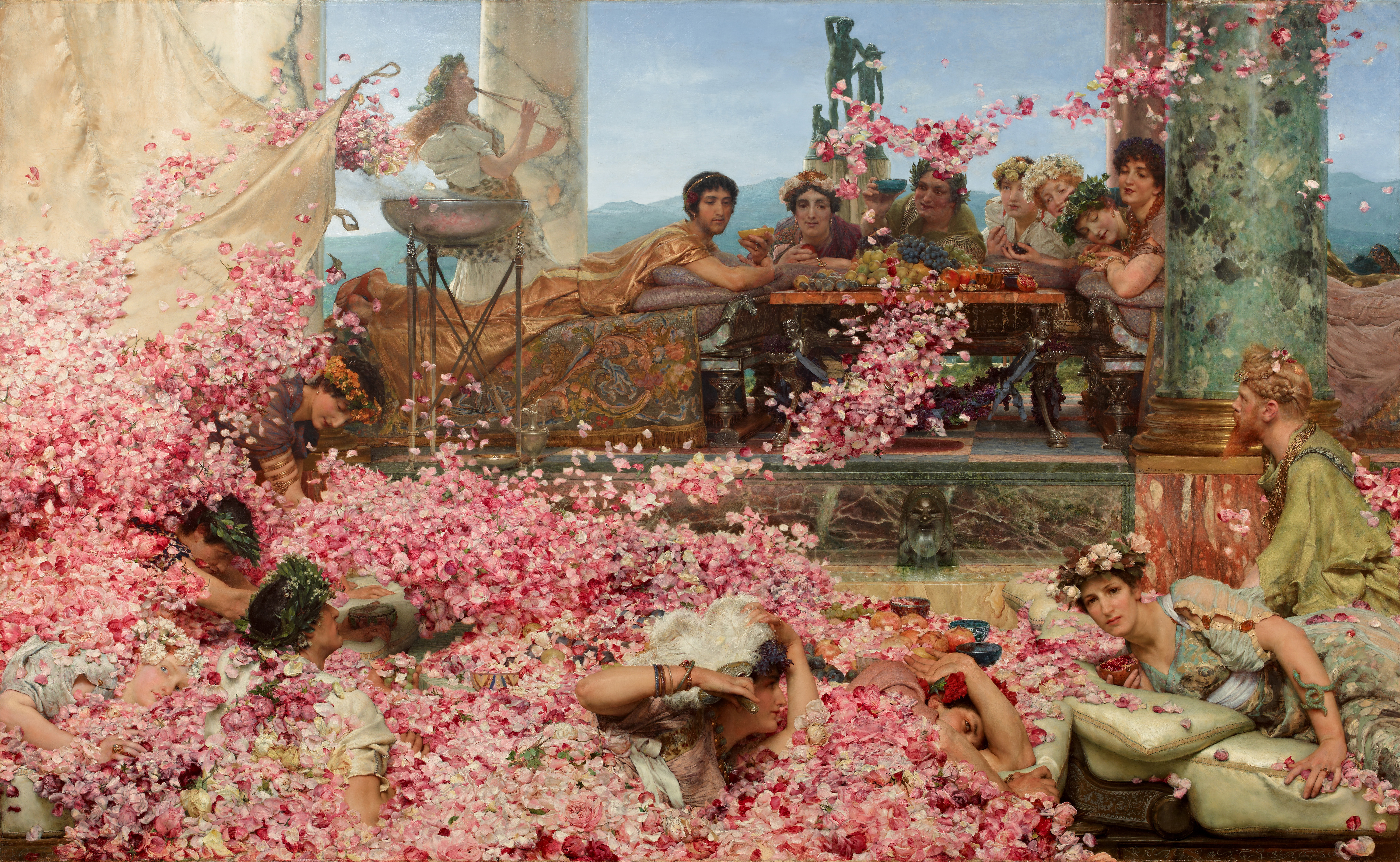
Les Roses d'Héliogabale, 1888
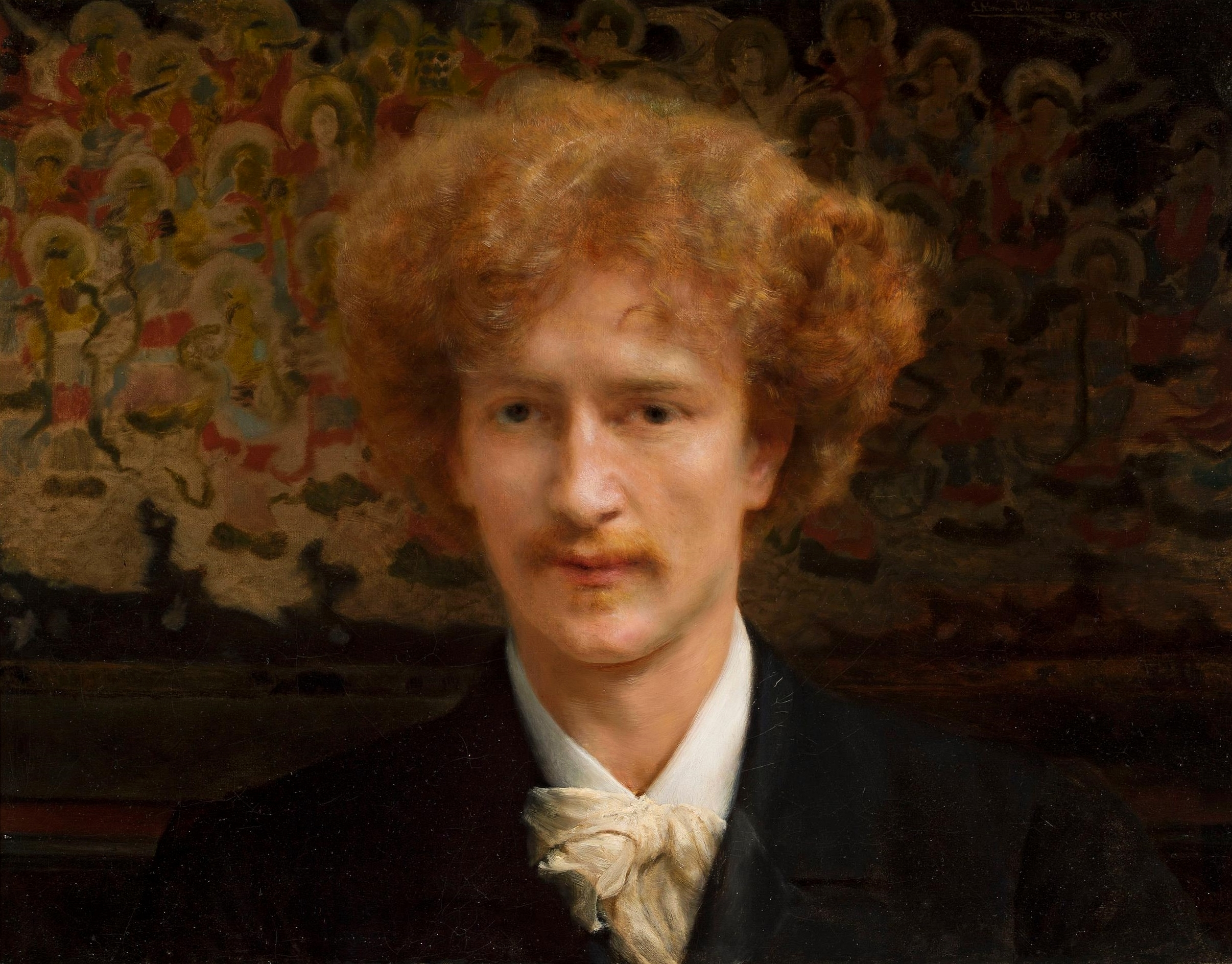
Portrait d'Ignacy Jan Paderewski, 1891

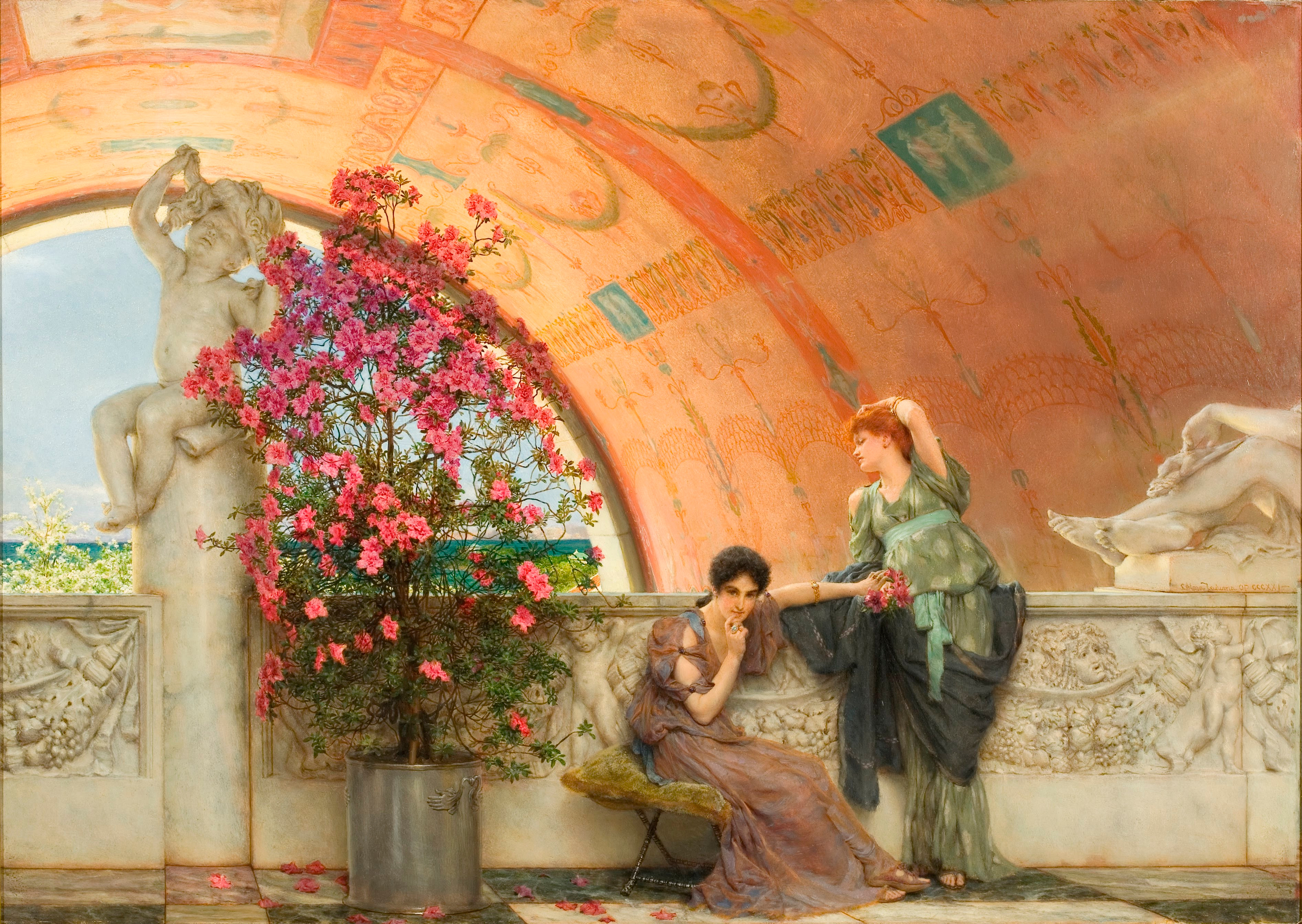
Rivales inconscientes, 1893
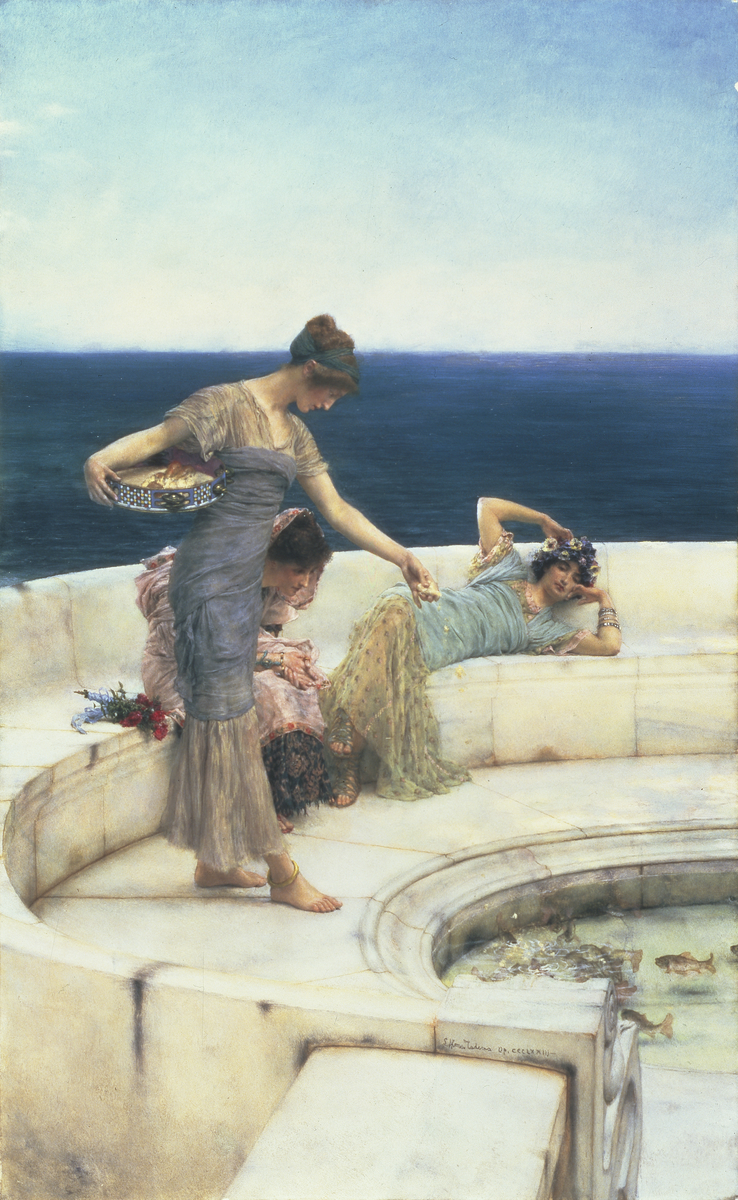
Favoris argentés, 1903
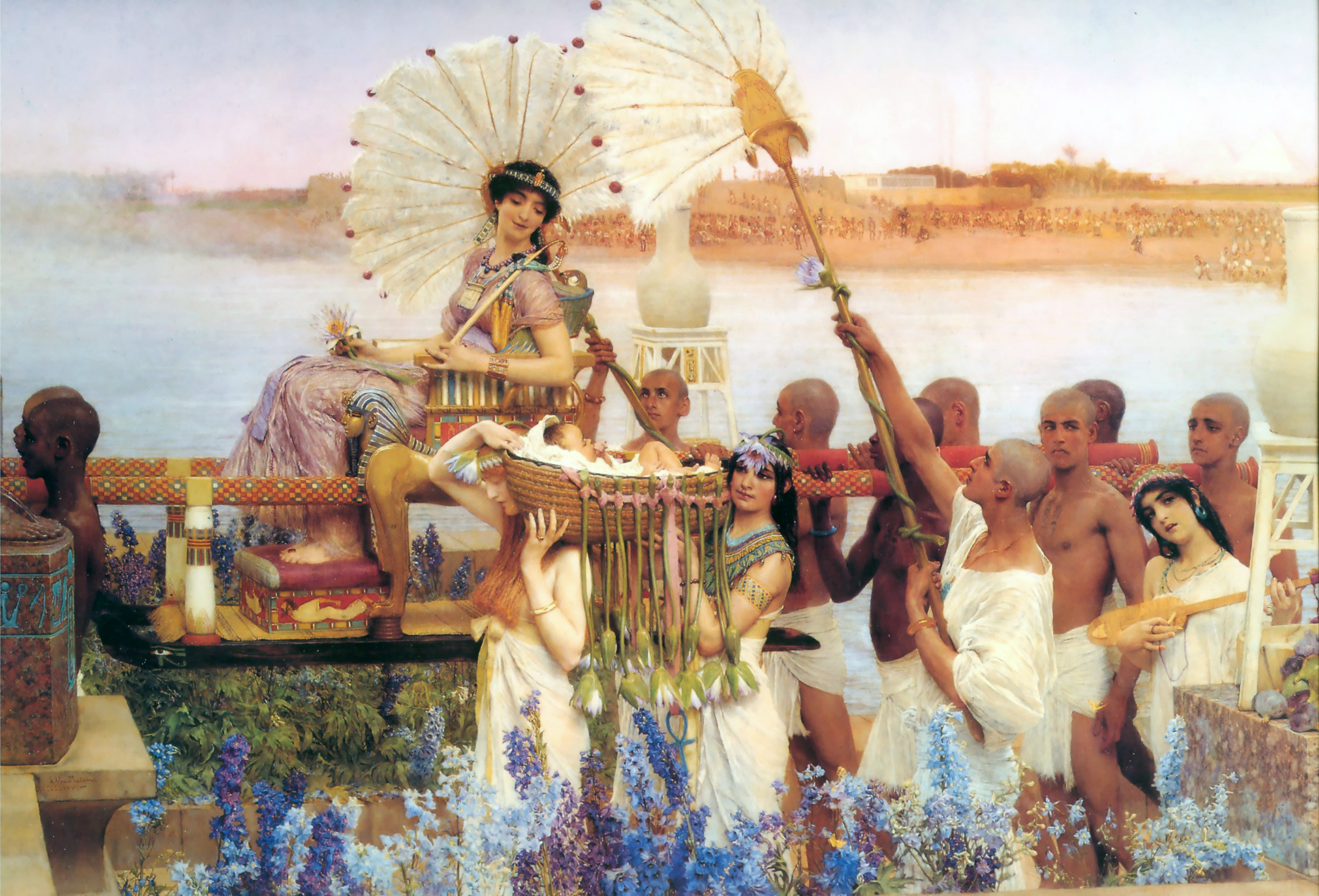
La Découverte de Moïse, 1904
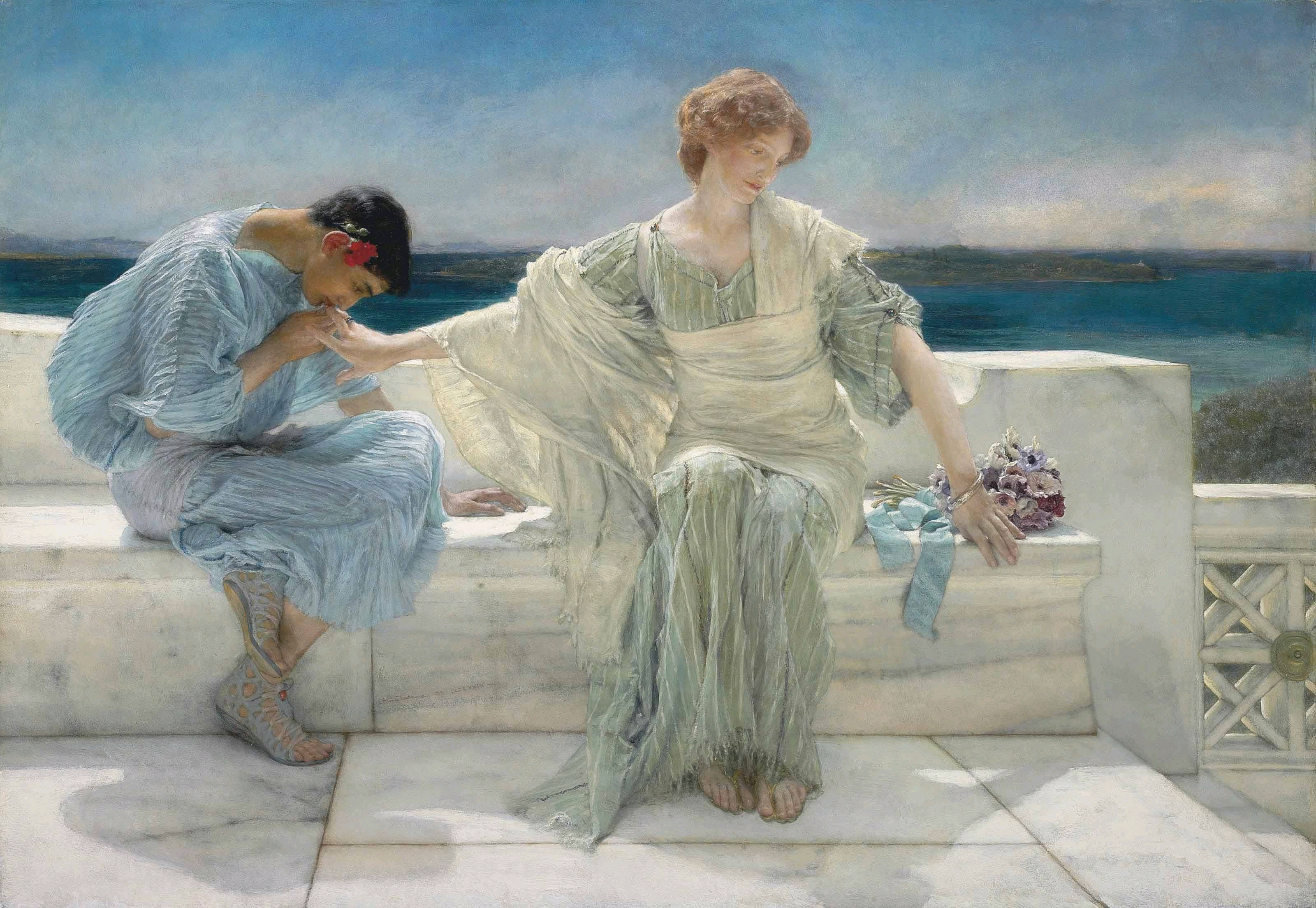
Ne me demandez pas plus, 1906
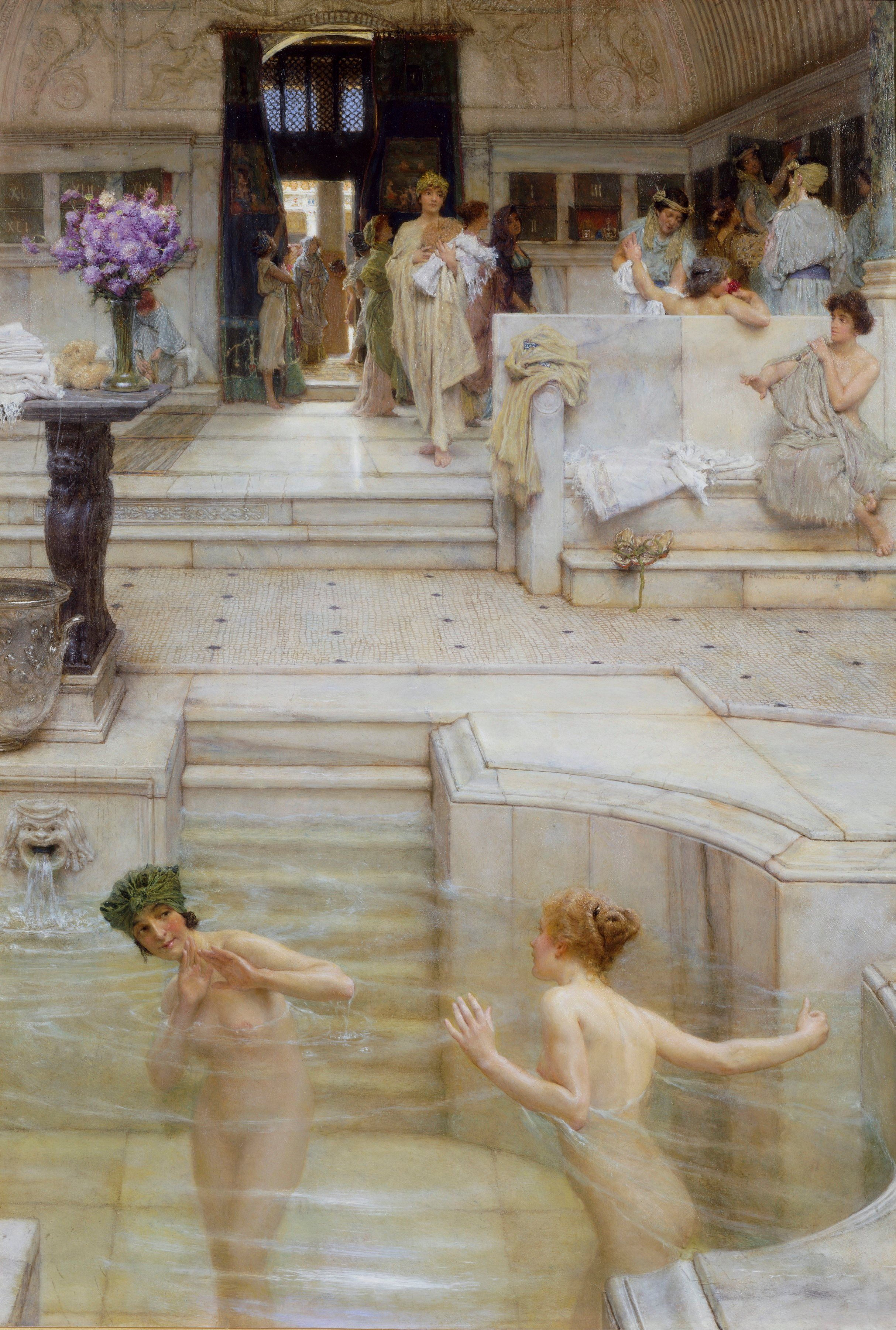
Une coutume favorite, 1909

## Distinctions
- Chevalier de l'ordre de Léopold (Belgique, 5 octobre 1866)[53].

- Chevalier de l'ordre du Lion néerlandais (Pays-Bas, 1868)[54].

- Chevalier de 1re classe de l'ordre de Saint-Michel (Bavière), 1869[54].

- Chevalier de la Légion d'honneur (1873)[54].